# Мам
«Мам» — пісня з аудіоальбому «Радіо Любов» українського гурту Скрябін у виконанні Андрія Кузьменка (Кузьми Скрябіна), що вийшла навесні 2012 року.
За словами Кузьми, була придумана під час того як він потрапив в густий туман, у свої 43 роки захотів до мами. Вперше була представлена в передачі «Бережися автомобіля».
Після виходу стала однією з найпопулярніших пісень гурту, виконувалась практично на кожному концерті.

## Кавер-версія
Італійський співак Альфонсо Олівер записав італійську версію пісні — «Mamma», відеокліп на яку виклав у мережу YouTube 12 травня 2019 року.